# Raymond Felton
Raymond Bernard Felton Jr. (Marion, Carolina del Sur, 26 de junio de 1984) es un exjugador de baloncesto estadounidense. Con 1,85 metros de estatura, jugaba en la posición de base.

## Trayectoria deportiva

### Universidad
Felton asistió a la Universidad de Carolina del Norte en Chapel Hill donde logró ganar el campeonato nacional de la NCAA en el 2005 con los North Carolina Tar Heels. Luego de ganar el título, Felton se declaró elegible para el Draft de la NBA de 2005

### Profesional
Fue seleccionado por los Charlotte Bobcats en la quinta posición del Draft.
El 15 de julio de 2012 fue traspasado junto con Kurt Thomas a los New York Knicks a cambio de Jared Jeffries, Dan Gadzuric, los derechos de Georgios Printezis y Kostas Papanikolaou y una elección de segunda ronda del draft de 2016.
El 25 de junio de 2014, Felton junto al pívot de los New York Knicks Tyson Chandler, fueron enviados a los Dallas Mavericks a cambio de Shane Larkin, Wayne Ellington, José Calderón, Samuel Dalembert y dos selecciones de segunda ronda en el Draft de la NBA de 2014.
El 25 de julio de 2016 fichó por Los Angeles Clippers.
El 10 de julio de 2017, Felton firma por un año con los Oklahoma City Thunder. Tras una buena temporada renueva por un año más.
Al año siguiente, Felton se convirtió en agente libre, el 1 de julio de 2019, y no llegó a disputar la temporada 2019-20 con ningún equipo.

## Estadísticas de su carrera en la NBA

### Temporada regular
| Año     | Equipo        | PJ  | PT  | MPP  | %TC  | %3P  | %TL  | RPP | APP | ROB | TPP | PPP  |
| ------- | ------------- | --- | --- | ---- | ---- | ---- | ---- | --- | --- | --- | --- | ---- |
| 2005-06 | Charlotte     | 80  | 54  | 30.1 | .391 | .358 | .725 | 3.4 | 5.6 | 1.2 | .1  | 11.9 |
| 2006-07 | Charlotte     | 78  | 75  | 36.3 | .384 | .330 | .797 | 3.5 | 7.0 | 1.5 | .1  | 14.0 |
| 2007-08 | Charlotte     | 79  | 79  | 37.6 | .413 | .280 | .800 | 3.0 | 7.4 | 1.2 | .1  | 14.4 |
| 2008-09 | Charlotte     | 82  | 81  | 37.6 | .408 | .285 | .805 | 3.8 | 6.7 | 1.5 | .3  | 14.2 |
| 2009-10 | Charlotte     | 80  | 80  | 33.0 | .459 | .385 | .763 | 3.6 | 5.6 | 1.5 | .3  | 12.1 |
| 2010-11 | Denver        | 21  | 0   | 31.6 | .431 | .459 | .617 | 3.6 | 6.5 | 1.3 | .0  | 11.5 |
| 2010-11 | New York      | 54  | 54  | 38.4 | .423 | .328 | .867 | 3.6 | 9.0 | 1.8 | .2  | 17.1 |
| 2011-12 | Portland      | 60  | 56  | 31.8 | .407 | .305 | .806 | 2.5 | 6.5 | 1.3 | .1  | 11.4 |
| 2012-13 | New York      | 68  | 68  | 34.0 | .427 | .360 | .789 | 2.9 | 5.5 | 1.3 | .2  | 13.9 |
| 2013-14 | New York      | 65  | 65  | 31.0 | .395 | .318 | .721 | 3.0 | 5.6 | 1.2 | .4  | 9.7  |
| 2014-15 | Dallas        | 5   | 0   | 3.1  | .444 | .000 | .000 | .2  | 1.0 | .2  | .0  | 1.6  |
| 2015-16 | Dallas        | 80  | 31  | 27.4 | .406 | .282 | .847 | 3.2 | 3.6 | .9  | .2  | 9.5  |
| 2016-17 | L.A. Clippers | 80  | 11  | 21.2 | .430 | .319 | .781 | 2.7 | 2.4 | .8  | .3  | 6.7  |
| 2017-18 | Oklahoma City | 82  | 2   | 16.6 | .406 | .352 | .818 | 1.9 | 2.5 | .6  | .2  | 6.9  |
| 2018-19 | Oklahoma City | 33  | 0   | 11.5 | .407 | .328 | .923 | 1.0 | 1.6 | .3  | .2  | 4.3  |
| Total   | Total         | 971 | 659 | 29.7 | .412 | .329 | .790 | 3.0 | 5.2 | 1.2 | .2  | 11.2 |

### Playoffs
| Año   | Equipo        | PJ | PT | MPP  | %TC  | %3P  | %TL   | RPP | APP | ROB | TPP | PPP  |
| ----- | ------------- | -- | -- | ---- | ---- | ---- | ----- | --- | --- | --- | --- | ---- |
| 2010  | Charlotte     | 4  | 4  | 32.5 | .405 | .308 | .750  | 2.5 | 5.0 | .5  | .0  | 11.8 |
| 2011  | Denver        | 5  | 0  | 30.4 | .360 | .250 | .750  | 1.8 | 4.2 | 1.2 | .0  | 11.6 |
| 2013  | New York      | 12 | 12 | 37.8 | .444 | .321 | .667  | 3.4 | 4.7 | 1.7 | .4  | 14.1 |
| 2015  | Dallas        | 3  | 1  | 12.0 | .267 | .000 | 1.000 | 2.3 | 1.3 | .0  | .0  | 3.7  |
| 2016  | Dallas        | 5  | 4  | 34.4 | .464 | .286 | .636  | 4.6 | 4.6 | 1.2 | .0  | 15.0 |
| 2017  | L.A Clippers  | 7  | 0  | 18.1 | .469 | .444 | 1.000 | 1.4 | 1.4 | .9  | .0  | 5.6  |
| 2018  | Oklahoma City | 6  | 0  | 13.1 | .387 | .500 | .000  | 2.2 | 1.5 | .7  | .3  | 5.2  |
| Total | Total         | 42 | 21 | 27.4 | .424 | .327 | .716  | 2.7 | 3.4 | 1.0 | .2  | 10.2 |